# Liste der portugiesischen Botschafter in Suriname
Die Liste der portugiesischen Botschafter in Suriname listet die Botschafter der Republik Portugal in Suriname auf. Die Länder unterhalten seit 2. März 1977 direkte diplomatische Beziehungen.
Im Jahr 1995 akkreditierte sich der erste portugiesische Botschafter in Suriname, Portugals Vertreter mit Amtssitz in der venezolanischen Hauptstadt Caracas. Eine eigene Botschaft in der surinamischen Hauptstadt Paramaribo eröffnete Portugal danach nicht, das Land gehört weiterhin zum Amtsbezirk der portugiesischen Botschaft in Venezuela, dessen Missionschef dazu in Suriname zweitakkreditiert wird (Stand 2019).
In der surinamischen Hauptstadt Paramaribo gibt es ein portugiesisches Honorarkonsulat.

## Missionschefs
| Name                                       | Bild     | Akkreditierungsdatum | Anmerkungen                                                                       |
| Suriname                                   | Suriname | Suriname             | Suriname                                                                          |
| ------------------------------------------ | -------- | -------------------- | --------------------------------------------------------------------------------- |
| Júlio Francisco de Sales Mascarenhas       |          | ab 1995              | Botschafter mit Amtssitz Caracas, am 24. November 1995 in Paramaribo akkreditiert |
| Fernando Manuel Oliveira de Castro Brandão |          | ab 1999              | Botschafter mit Amtssitz Caracas                                                  |
| Vasco Luís Pereira Bramão Ramos            |          | ab 2003              | Botschafter mit Amtssitz Caracas                                                  |
| José Manuel da Costa Arsénio               |          | ab 2005              | Botschafter mit Amtssitz Caracas                                                  |
| João José Gomes Caetano da Silva           |          | ab 2006              | Botschafter mit Amtssitz Caracas                                                  |
| Mário Alberto Lino da Silva                |          | ab 2011              | Botschafter mit Amtssitz Caracas                                                  |
| Fernando Manuel de Jesus Teles Fazendeiro  |          | ab 2014              | Botschafter mit Amtssitz Caracas                                                  |
| Carlos Nuno Almeida de Sousa Amaro         |          | seit 2017            | Botschafter mit Amtssitz Caracas                                                  |